# Rod Snow
Gerald Arthur Rod Snow (* 1. května 1970, Bonavista) je bývalý kanadský ragbista, který hrál hlavně jako pilíř a výjimečně jako mlynář. Za Kanadu odehrál 62 zápasů a položil 8 pětek (1995 až 2007). Byl jmenován do Kanadské ragbyové síně slávy. World Rugby Magazine ho v roce 1999 zvolil třetím nejlepším pilířem roku. Zúčastnil se MS 1995 až MS 2007. 
Na klubové úrovni toho nejvíce odehrál ve Walesu, kde začal hrát v lednu 1996. S družstvem Newport RPC vyhrál v roce 2001 Velšský pohár a v sezoně 2003/04 se stal vítězem nejvyšší velšské ligy. V roce 2016 byl uveden do Síně slávy Newportu RPC.

## Klubová kariéra
- 1995 Východokapská provincie
- 1996–2005 Newport RPC (od roku 2003 přejmenován na Newport Gwent Dragons)
- 2005–2012 Newfoundland